# Avard Moncur
Avard Moncur (Nasáu, Bahamas, 2 de noviembre de 1978) es un atleta bahameño, especialista en las pruebas de 400 m y relevos 4x400 m, con las que ha logrado ser bicampeón mundial en 2001.

## Carrera deportiva
En el Mundial de Edmonton 2001 gana el oro en la prueba de 400 m, con un tiempo de 44.64 segundos, por delante del alemán Ingo Schultz y del jamaicano Greg Haughton. Asimismo gana el oro en los relevos 4x400 m, con un tiempo de 2:58.19 segundos (récord nacional de Bahamas), quedando en el podio por delante de los jamaicanos (plata) y los polacos (bronce), y siendo sus compañeros de equipo: Chris Brown, Troy McIntosh y Tim Munnings.
Además ha ganado otras medallas en relevos 4x400 m, como plata en las Olimpiadas de Pekín 2008, bronce en las de Sídney 2000, plata en el mundial de Helsinki 2005 y Osaka 2007, y bronce en el de París 2003.